# Porfirazina

Struttura della porfirazina

Le porfirazine (tetraazaporfirine) sono categorie di macrocicli tetrapirrolici, di questa famiglia di macrocicli fanno parte le più note ftalocianine le quali sono tetrabenzoporfirazine (tetrabenzotetraazaporfirine).
La struttura molecolare delle porfirazine è simile a quella delle porfirine ma con gli anelli pirrolici legati tra loro da atomi di azoto, atomo isostero al gruppo -CH (presente nelle porfirine). Come le più famose ftalocianine, anche la porfirazine hanno una intensa colorazione blu-verde, dovuta ad assorbimenti nel visibile fra 600 e 700 nm; inoltre esse sono totalmente insolubili nel mezzo acquoso.